# Esakiozephyrus bieti
Esakiozephyrus bieti là một loài bướm ngày nhỏ được tìm thấy ở Ấn Độ, thuộc họ Bướm xanh.

## Phân loại
Trước đây loài này được định danh là Thecla bieti De Nicéville.

## Phân bố
Loài bướm này phân bố ở Ấn Độ từ Kulu tới Garhwal, Sikkim tới Bhutan. Cũng như ở Tây Tạng và tây bắc Vân Nam.

## Hình ảnh

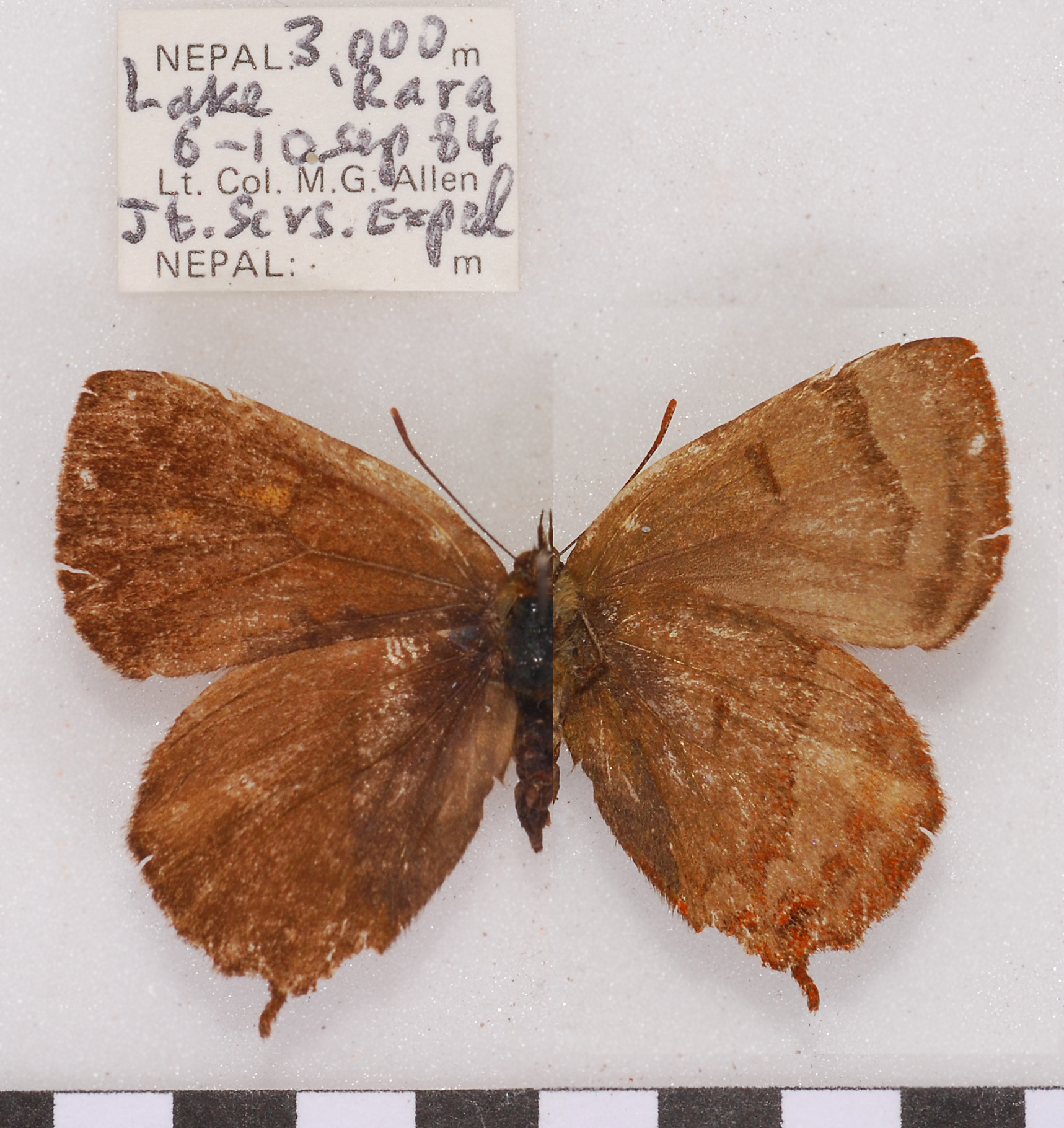